# Bergliot Ibsen
Bergliot Ibsen, född Bergliot Bjørnson den 16 juni 1869 i Christiania, död den 2 februari 1953 i Bolzano i Italien, var en norsk sångerska (mezzosopran), dotter till Bjørnstjerne Bjørnson, gift med Henrik Ibsens son Sigurd Ibsen och mor till Tancred Ibsen.

## Karriär
Bergliot Ibsen utbildade sig till sångerska hos Mathilde Marchesi och Désirée Artôt i Paris, och debuterade 1880. Hon gjorde ett flertal turnéer som romanssångerska, bland annat med sin far. Hennes fars brev till henne gavs ut 1911 som Aulestadbreve. 1948 gav hon ut De tre, skildringar från svärfaderns familjeliv. Bergliot Ibsen ligger begravd i Æreslunden på Vår Frelsers gravlund i Oslo.
Bergliot Ibsen mottog den danska medaljen Ingenio et arti 1932.